# 濤貝勒府
濤貝勒府是位于中国北京市西城区的建築群，為清朝多罗贝勒载涛的府第，並曾做為北京輔仁大學校址。現為北京師範大學繼續教育學院校地。

## 历史
涛贝勒府的前身是康熙帝的第十五子愉恪郡王允禑的愉郡王府。光绪二十八年（1902年），醇贤亲王奕譞的第七子载涛过继给钟郡王奕詥为嗣，承袭贝勒爵位，迁居愉郡王府。该府遂被改扩建为涛贝勒府，俗称“七爷府”。
载涛“一生颇为通达，能够不断接受新事物，是清末皇室中罕见的新派开明人物，而非因循守旧之辈”。涛贝勒府占地面积较大，但建筑较少，采用西方园林的造景手法，并且在花园南侧辟有大片空地及马圈，以满足载涛对马的爱好。载涛精通骑术，十多岁便学骑射，善于养马、相马以及改良马种，中华人民共和国成立后，被毛泽东亲自任命为中国人民解放军总后勤部马政局顾问。

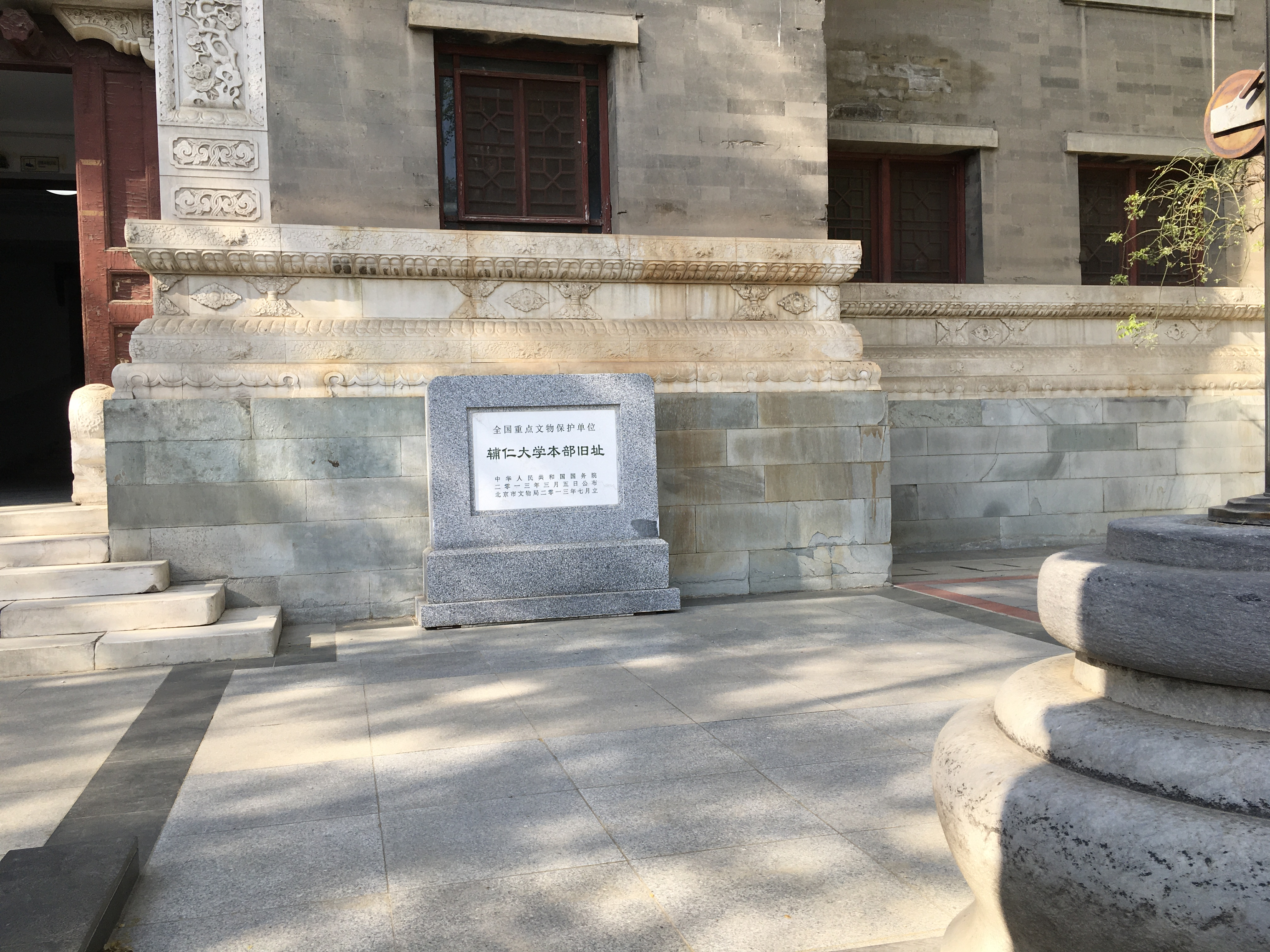
輔仁大學本部舊址

1925年，为维持生计，载涛以16万元将涛贝勒府永久出租，供天主教會在北京筹办辅仁大学。自此，涛贝勒府正式改为天主教辅仁大学。
涛贝勒府的原址如今已被一分为二，南部原马圈、空地及花园为辅仁大学旧址，门牌号为定阜街1号；北部的住宅部分则成为北京市第十三中学的校舍，门牌号为柳荫街27号。如今，涛贝勒府南部的辅仁大学教学楼前的定阜街1号大门口挂着“北京师范大学”、“北京师范大学继续教育学院”、“辅仁大学校友会”的牌子，旁边的石碑上刻有“辅仁大学旧址”。
1984年，“原辅仁大学”被定为北京市文物保护单位。1989年，“涛贝勒府”被定为西城区文物保护单位。1995年，“涛贝勒府”被定为北京市文物保护单位。2013年，“辅仁大学本部旧址”被定为第七批全国重点文物保护单位。

## 建築特色

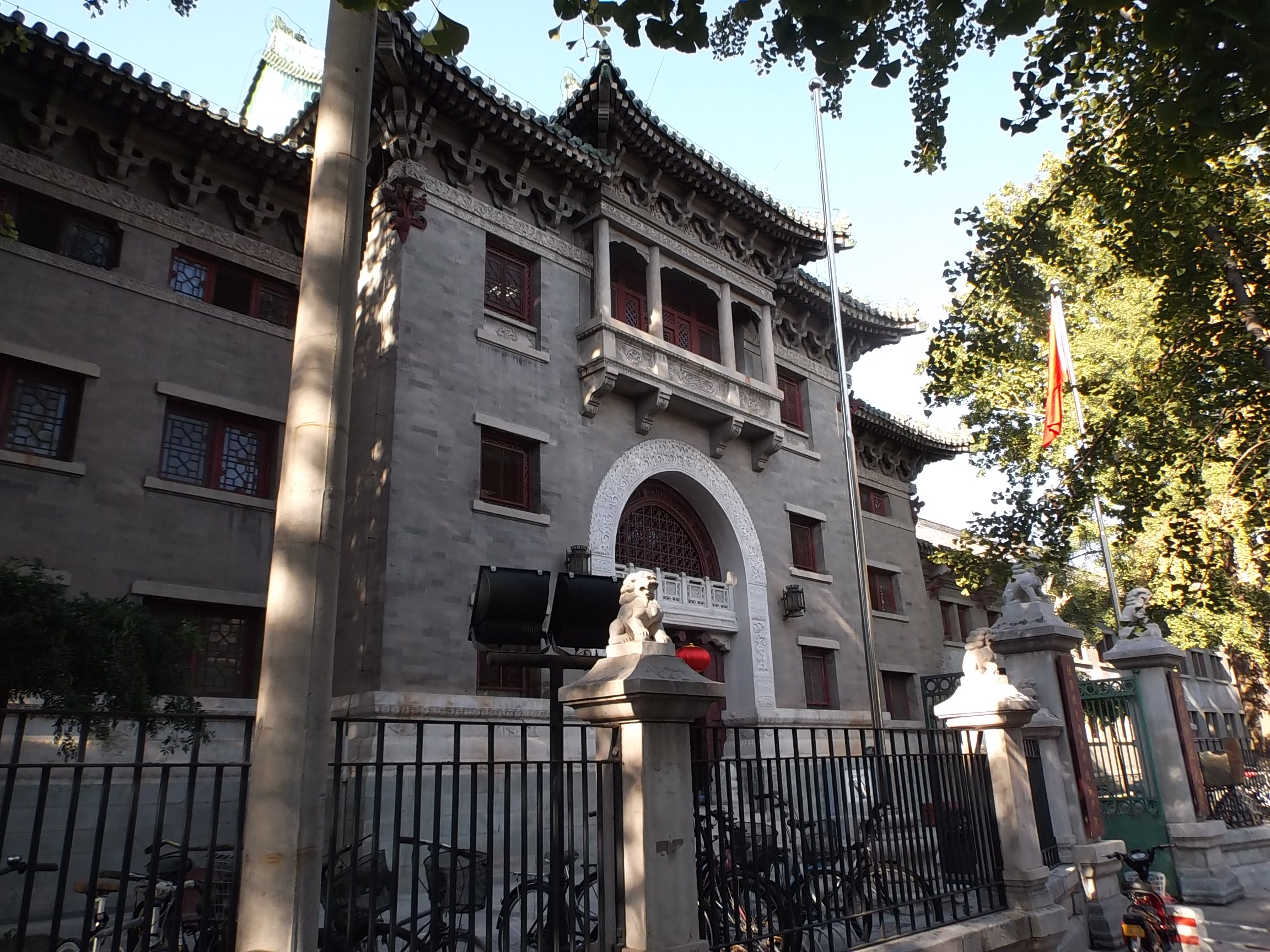
北京師範大學繼續教育學院

辅仁大学在涛贝勒府原来的空地及马圈处建成。比利时传教士格里森设计了这所大学的建筑，他“到北京后，花费数月时间查询有关中国古代北方建筑的原始资料，并将其与他从中国各地征集来的古建筑照片进行对比研究，他从中国皇宫的城墙、城门和城楼造型中得到某种启发，这些造型显示出中国皇宫那种与众不同的某些特征。”最终，格里森将辅仁大学的建筑设计为全封闭的中国传统皇宫式城堡，整个建筑的中轴线以北海为依据确定，建筑内部的空间布局则仿照西方修道院的形制，四面围合起来。此种“传统复兴式”建筑被视为“体现了建筑师对于中国传统城市美学的较为深刻地理解与把握”。
该校的一位女校友曾描述这座校园：“其雕栏画栋之清丽细致，正如南北朝诗中的宫廷派，其松柏之优雅静谧好比唐诗中的田园诗，其亭廊之曲折委婉又有几分似宋词中的小令，其野花小草，无意拈来还有些许元曲的俏皮妩媚……辅仁的百转千回，清雅况味，是京城中来来往往的大多数人不曾见过的。”
辅仁大学的正门开在定阜街路北（今定阜街1号）。正门内的教学楼于1930年竣工，是一座结合了中西建筑风格的宫殿式三层小楼，楼顶铺有绿琉璃瓦，玻璃窗均为雕花木框，墙为浅灰色水磨砖。该教学楼完工后，当时同北京东城的协和医院、西郊的燕京大学并称北平三大建筑，均为20世纪初中国结合中西建筑风格的大型建筑。 

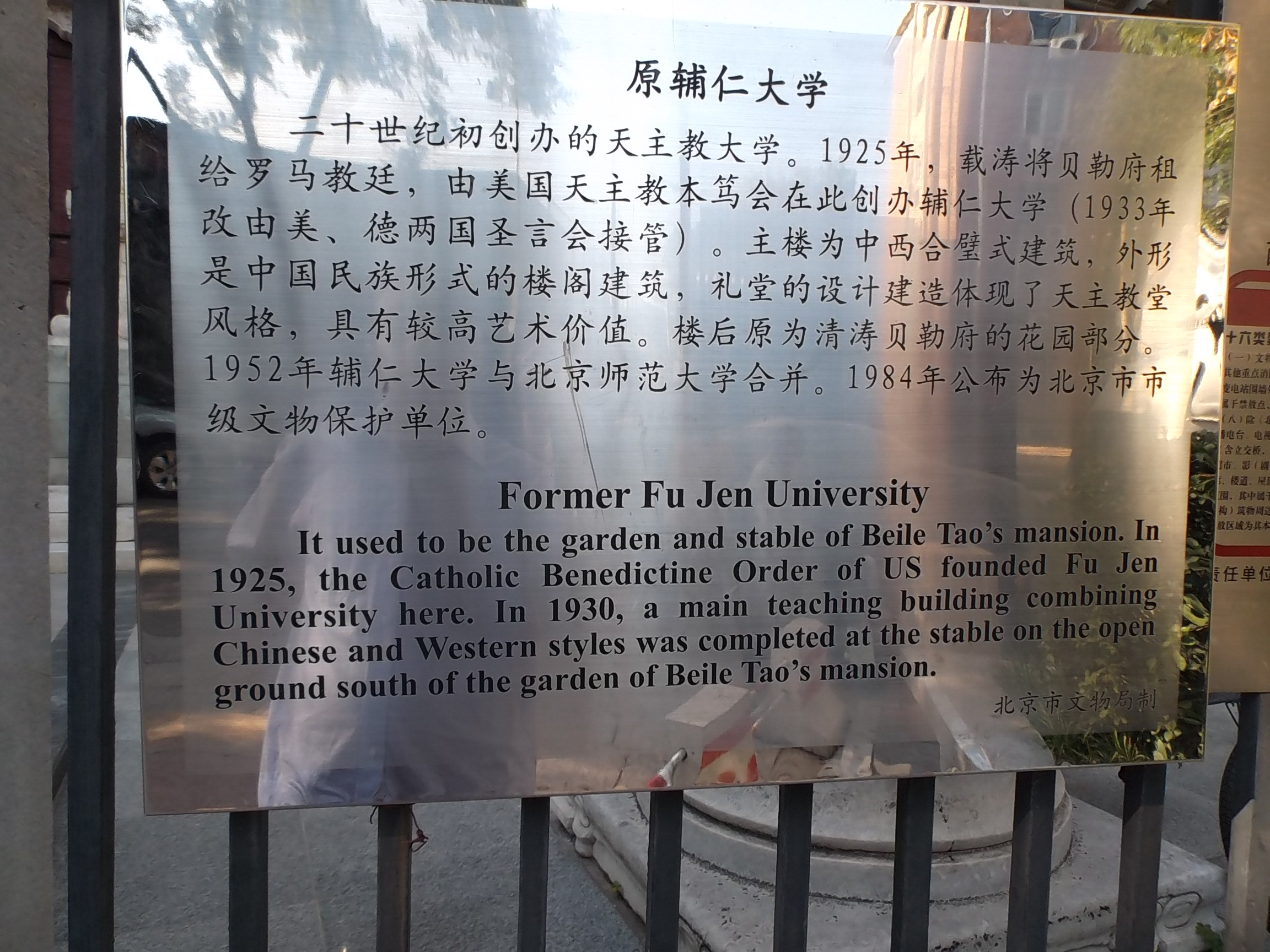
原辅仁大学门前的说明牌
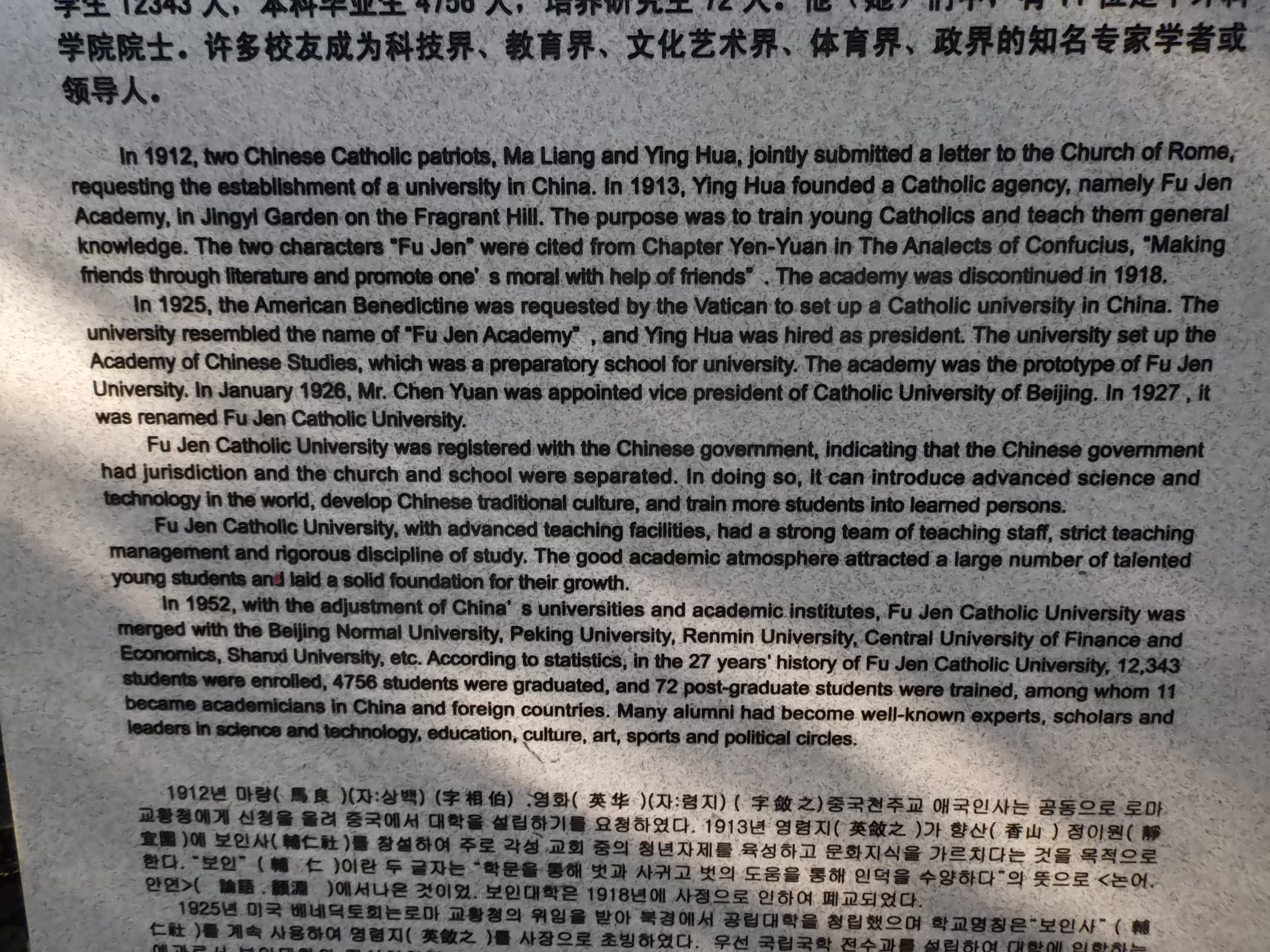
原辅仁大学门前的说明牌